# Qianjiang, Chongqing
Qianjiang Qu (kinesiska: 黔江区, 黔江), tidigare stavat Kienkiang, är ett yttre stadsdistrikt i storstadsområdet Chongqing i sydvästra Kina. Den centrala delen av Qianjiang ligger omkring 210 kilometer öster om Chongqings centrala stadsdistrikt Yuzhong.

## Administrativ indelning
Distriktet är indelat i sex stadsdelsdistrikt, 18 köpingar och sex socknar.
Stadsdelsdistrikt (jiedao):

- Chengdong (城东街道)
- Chengnan (城南街道)
- Chengxi (城西街道)
- Fengjia (冯家街道)
- Zhengyang (正阳街道)
- Zhoubai (舟白街道)

Köpingar (zhen):

- Apengjiang (阿蓬江镇)
- Baishi (白石镇)
- Echi (鹅池镇)
- Heixi (黑溪镇)
- Huangxi (黄溪镇)
- Jinxi (金溪镇)
- Lin'e (邻鄂镇)
- Lishu (黎水镇)
- Mala (马喇镇)
- Shaba (沙坝镇)
- Shihui (石会镇)
- Shijia (石家镇)
- Shuishi (水市镇)
- Taiji (太极镇)
- Wuli (五里镇)
- Xiaonanhai (小南海镇)
- Zhongtang (中塘镇)
- Zhuoshui (濯水镇)

Socknar (xiang):

- Baitu (白土乡)
- Jindong (金洞乡)
- Pengdong (蓬东乡)
- Shanling (杉岭乡)
- Shuitian (水田乡)
- Xinhua (新华乡)